# Peperomia cuneifolia
Peperomia cuneifolia är en pepparväxtart som beskrevs av C. Dc.. Peperomia cuneifolia ingår i släktet peperomior, och familjen pepparväxter. Inga underarter finns listade i Catalogue of Life.